# Мрамор (област София)
 Тази статия е за селото в Област София.  За други значения вижте Мрамор (пояснение).  
Мрамор е село в Западна България. То се намира в район Връбница на Столична община, област София. Населението му е около 1958 души (15 март 2024).

## География
Селото се намира в средната част на Софийското поле, на 11 km от столицата София. Разположено е върху старата речна тераса на река Блато, чието течение съвпада с основната разломна линия в Софийската котловина. Селото е разположено южно от нея и заема средищно място в тази част на полето.
На юг от селото тече река Църна бара (Барата), в чието долинно понижение при водослива ѝ с Волуешката бара под местността „Гигевица“, при някогашните Чибови върби, се намира чашата на язовир „Мрамор“. Река Църна бара води началото си от сливането на няколко малки потока, отводняващи северните подножия на Вискяр планина и полски извори в районите на Гурмазово, Божурище и Пролеша. Реката има сравнително голям водосбор и при високи води може да вдигне воден стълб до 3 – 4 метра. Влива се в река Блато под село Требич, югоизточно от Мрамор. Църна бара има интересни полски всечени меандри формирани от ниския ѝ ерозионен базис в река Блато. В съвременните условия устието ѝ в язовир Мрамор е живописна делта, обитавана от близо 175 вида птици, 43 от които са редки и изчезващи видове. Това прави язовир Мрамор едно от най-важните места по прелетния път Виа Аристотелис.
Течащата от север река Блато извира от многобройните карстови извори в околностите на селата Безден и Опицвет и отводнява карстовия масив на цялата Понор планина. Големият воден дебит на изворите и горните ѝ притоци Белица, Сливнишка, Крива, Уршак, формират най-голямото речно течение в западната част на Софийското поле. Блато влива водите си в река Искър под Кумарица, сега част от град Нови Искър. Река Блато е красива, макар и много засегната от човешката дейност река. Големият ѝ водосбор е предизвиквал при високи води в миналото огромни разливи стигащи до съседното село Доброславци. Тези води са подхранвали и многобройните влажни зони осеяни с матици и блата. Старите хора си спомнят, че в почти всяка къща в ниската долна махала на Мрамор навремето е имало лодка.
Разстоянието от околовръстния път на София до Мрамор е 2 км. На север са разположени селата Доброславци и Житен, на изток се намира село Мировяне, на запад се намира село Волуяк, а на юг е ж.к. Обеля-2, заел част от землището на кв. Връбница и квартал Обеля. На югоизток се намират кварталите Требич и Илиянци.
Теренът е равнинен. Почвата е предимно чернозем и много плодородна. Популярен е язовирът на селото, който привлича множество рибари от София. Стара планина е близо и дава възможност за излети и гледка върху Софийското поле.

## История
Предишното село е било на около при сливането на реките Блато и Крива на километър-два западно от сегашното местонахождение, на високата речна тераса югозападно от местността Завирица. Това селище, от което е останал единствено обновяваният в по ново време параклис „Св. Петър“, е носело името Крамор. В апсидата на параклиса е вградена стара мраморна колона, много подобни камъни от древни градежи са намирани и на територията на сегашното село и са били вграждани в къщите, други могат да се видят в църковния двор. По сред сегашното село до началото на 1980-те години съществуваше стар некропол, унищожен без проучване от тогавашната власт. 
Има две легенди за името на селото и за историята му. Едната легенда разказва, че по време на османската власт българчета си играли с турско дете, българчетата го ранили и то починало. Турският паша се разгневил и избил почти цялото село. И оттам идва името Мра от Мор – мрамор. Друга версия е, че огромна част от населението на турската махала е измряло по време на чума. И българският Крамор се е преместил в освободената от турското население махала Мрамор.
Всяка година на Петровден се провежда традиционен събор с курбан на мястото на старото село. В околностите на Мрамор съществуваха и две важни оброчни места на юг и запад с названия „Кръста“. Тези места бяха белязани със свещените полски дървета – големи групи брястове. На тези оброчни места големите мраморски родови „изнасяха кръст“ на празника на рода. Традицията съществуваше да средата и края на 1970-те години и бе пресечена от тогавашната власт, а оброчните места заличени.
В средата на 20-те години на XX век, по инициатива на Янаки Моллов, в Мрамор е реализирана експериментална програма с държавно финансиране за създаване на модерни („образцови“) земеделски стопанства.
В землището на селото се намира и бившето опитно поле на известния проф. Димитър Атанасов, основоположник на съвременната фитопатология в България.
Църквата „Вси Светии“ е изписана в 1885 година от дебърските майстори Михаил и Христо Благоеви.
Непосредствено след Деветосептемврийския преврат от 1944 година в селото се стига до престрелка между комунисти и група барикадирали се офицери.

## Население
Населението на село Мрамор надвишава 2000 души.

## Икономика
От скоро село Мрамор е дом и на микропивоварната „Пивоварна 359“, където се произвежда Диво пиво – светъл нефилтриран ейл, първата българска крафт бира, която се появи в бутилка.

## Инфраструктура
В селото се намира 175 основно училище „Васил Левски“. Там още има читалище и параклис.

## Транспорт
Селото се обслужва от 3 автобусни линии на Центъра за градска мобилност: 28 - която свързва селото с голяма част от селата в район "Нови Искър".
30 и 31 - Автобусите тръгват от кв. Обеля и метростанция "Обеля" в София, като 30 продължава към с. Доброславци и с. Балша, а 31 към с. Житен и с. Голяновци. Двете автобусни линии минават през центъра на селото, което го прави второто в страната с най-редовен обществен транспорт, след с. Бистрица.

## Култура
Празникът на селото е Спасовден, 40 дни след Великден. Това е много специален ден за всички жители, когато различни гости идват в селото, както и роднини и приятели си гостуват на този ден. Амбулантни търговци, сергии и увеселителни приспособления идват на центъра на селото за радост на всички деца.
Началото на учебната година, 15 септември също е повод за празник на децата и обикновено се организира празнична програма в читалището.
Иконостасът на храма и стенописите са реставрирани от худ. реставратор Михаил Николов, президент на „Кастро България“.
Уникално ястие може да се нарече мраморския „Бричен поп“, ястието се приготвя след Коледа, слез коледното заколване на прасето и представлява пълнен свински далак изтърбушен под формата на чорап. Плънката на ястието се състои от ситно нарязан лук, дребни парченца месо от „закольо“ на прасето и стрити люти чушлета. Празничността на ястието се дължи и на рядкото му приготвяне, което шеговито се загатва и в името му. Очистващата зимна трапеза може да се съчетае и с „брусаница“ – рядка чорба от зелев сок, праз и ориз.